# Étude op. 10, no 3 de Chopin

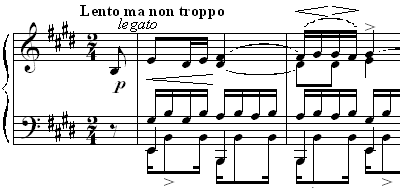
Incipit de l'étude.

L'Étude op. 10, no 3 de Chopin en mi majeur est une étude pour piano composée par Frédéric Chopin en 1832. Elle a été publiée pour la première fois en 1833 en France, Allemagne et Angleterre, comme troisième pièce de ses Études, op. 10. Il s'agit d'une étude cantabile lente pour un jeu polyphonique et expressif en legato. En fait, Chopin lui-même considérait la mélodie de cette pièce comme la plus belle qu'il ait jamais composée. Elle est devenue célèbre grâce à de nombreux arrangements populaires. Bien que cette étude soit parfois identifiée par les noms « Tristesse » ou « L'Adieu », il ne s'agit pas d'un nom donné par Chopin, mais plutôt par ses critiques.

## Importance
Cette étude diffère de la plupart des études de Chopin par son tempo, son caractère poétique et la récitation lente mais puissante de sa mélodie cantabile. Elle marque un écart important par rapport à la virtuosité technique exigée dans les études standard avant l'époque de Chopin, bien que, en particulier dans le troisième volume de Gradus ad Parnassum (1826) de Muzio Clementi, on puisse facilement trouver des études lentes pour le jeu polyphonique, notamment des introductions d'études plus lentes, ainsi que des études avec des sections alternativement plus lentes et plus rapides. Selon le musicologue allemand et biographe de Chopin Frederick Niecks (1845-1924), Chopin disait à son élève et copiste allemand Adolph Gutmann (1819-1882) qu'il « n'avait jamais écrit de sa vie une autre mélodie (chant) aussi belle ; et une fois, alors que Gutmann l'étudiait, le maître leva les bras, les mains jointes, et s'exclama : « O, ma patrie ! ». Niecks écrit que cette étude « peut être considérée comme l'une des plus belles compositions de Chopin » car elle « combine la chasteté classique du contour avec le parfum du romantisme ». Le critique musical américain James Huneker (1857-1921) a estimé que cette étude était « plus simple, moins morbide, sensuelle et langoureuse, donc plus saine, que l'étude en do dièse mineur (Étude Op. 25, n° 7), tant vantée ».
À l'origine, Chopin a donné à son étude Op. 10 n° 3 le tempo Vivace, ajoutant plus tard ma non-troppo. Il est également pertinent d'observer que cette étude est en 
 et non en 
, bien qu'elle soit généralement jouée comme une pièce très lente en 
. L'impact visuel de la partition seule suggère fortement qu'un tempo langoureux est incorrect. Il n'y a pas non plus de doppio movimento après la section d'ouverture, ce qui entraîne un ralentissement drastique erroné pour la reprise de la section d'ouverture. Ces éléments ne sont pas écrits par Chopin, selon son manuscrit autographe et d'autres sources originales.

## Structure et traits stylistiques

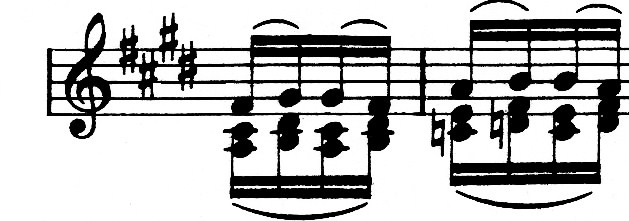
Mesure 4–5 developé a la « manière de Debussy », par Alfredo Casella

Comme la plupart des autres études de Chopin, cette œuvre est de forme ternaire (A-B-A). La section A est d'une construction mélodique remarquable. Le musicologue Hugo Leichtentritt (1874-1951) estime que sa structure asymétrique, (5 + 3) + (5 + 7) mesures, est très importante pour l'impact de la mélodie,. Les cinq premières mesures peuvent être considérées comme une contraction de 4 + 4 mesures, la clause finale de la période traditionnelle de huit mesures étant remplacée par la mesure 5. Le compositeur et éditeur italien Alfredo Casella (1883-1947) remarque l'effet Pelléas des tierces majeures oscillantes aux mesures 4 et 5, anticipant Debussy de plus d'un demi-siècle. Selon Leichtentritt, les mesures 6 à 8, avec leur stretto et leur ritenuto final, peuvent être interprétées comme la contraction d'une division de quatre mesures. La mélodie est accompagnée de doubles croches oscillantes jouées par la main droite d'une manière qui rappelle le mouvement Adagio cantabile de la Sonate Pathétique de Beethoven, tandis que le rythme syncopé de la main gauche contrebalance quelque peu la simple « naïveté » de cette oscillation. La mélodie elle-même est caractérisée par des notes répétées. Une nouveauté sont les signes distincts de crescendo et diminuendo attribués « polyphoniquement » et parfois même différents dans les deux voix jouées par la main droite.

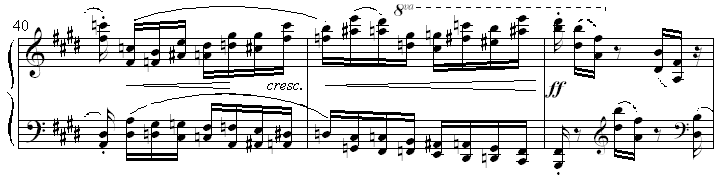
extrait de la section centrale de cette étude (mesures 40 - 42)

Dans la section médiane (poco più animato), caractérisée par des changements rythmiques et des changements harmoniques soudains, le thème et l'accompagnement sont fusionnés en doubles notes oscillantes. Il y a cinq phrases de huit mesures. Leichtentritt observe que chaque phrase de huit mesures est «régie par un nouveau motif et que «chacun de ces segments surpasse le précédent en sonorité et en brillance ». La troisième période, bien qu'elle reste chromatiquement centrée autour de mi majeur, est une longue séquence d'intervalles de septième diminuée et de triton, parsemée de rythmes accidentels et irréguliers difficiles à jouer. Elle atteint son apogée dans la quatrième période (mesures 46-53), un passage de bravoure de doubles sixtes pour les deux mains. La cinquième période (mesures 54-61), qui ramène à la reformulation finale du thème, peut être décrite comme une septième de dominante étendue. Leichtentritt estime qu'il s'agit de « l'une des impressions sonores les plus exquises jamais créées pour le piano ». Son effet est « basé sur son contraste avec la quatrième période et sur la gradation des nuances les plus tendres du piano ». La section A finale est une reprise assez littérale, bien que raccourcie, de la première section. À la fin de l'étude, l'autographe de la copie officielle contient la directive attacca il presto con fuoco, ce qui signifie que Chopin prévoyait l'exécution conjointe de cette étude et de la suivante. La ressemblance de cette étude avec un nocturne est souvent notée. Leichtentritt qualifie l'étude de « pièce semblable à un nocturne, à la mélodie cantabile intime et riche [gesangreicher, inniger Melodik], soulagée dans sa section centrale par un dépliage sonore très efficace [Klangentfaltung] d'un caractère nouveau et particulièrement original [Gepräge] ». Le pianiste et compositeur allemand Theodor Kullak (1818-1882) a qualifié cette étude de « charmant morceau de musique poétique ».

## Tempo

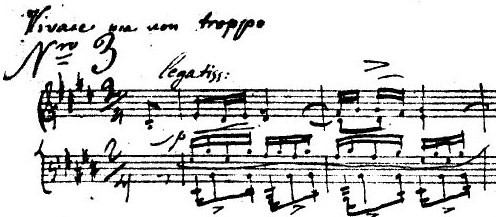
Copie propre du manuscrit de l'Etude Op. 10 No.3 de Chopin avec l'indication de tempo Vivace ma non troppo (et legatissimo).

Le pianiste et éditeur polonais Jan Ekier (1913-2014) écrit dans le commentaire d'interprétation de l'édition nationale polonaise que cette étude est «toujours jouée plus lentement ou beaucoup plus lentement que ce qu'indique le tempo [de Chopin] [M.M. 100] ». L'autographe original porte la mention Vivace changée en Vivace ma non-troppo dans la copie propre de l'édition française. Ekier observe : «Ce n'est qu'à l'impression que Chopin l'a changé en Lento ma non-troppo en ajoutant simultanément une marque de métronome. ». La section médiane, en particulier le passage de bravoure en sixtes au point culminant, est toujours jouée à un tempo beaucoup plus rapide que celui de la section A. Un argument en faveur de la marque de métronome rapide de Chopin, selon Ekier, est le fait que la section médiane « a la marque poco più animato [pas en caractères gras], qui suggère seulement une légère accélération du tempo d'ouverture ». Cette indication ne se trouve pas dans les autographes, ce qui montre que Chopin envisageait à l'origine un tempo rapide et unifié pour l'étude. Chopin n'aimait pas les sentiments excessifs exprimés pendant l'exécution, car ils déchiraient la structure musicale qu'il avait initialement prévue. Chopin n'appréciait pas non plus un tempo bégayant avec une pulsation distincte, car cela détruisait la signification de la signature temporelle 
 signature temporelle.

## Difficultés techniques
Dans l'article de Robert Schumann de 1836 Neue Zeitschrift für Musik sur les études de piano, l'étude est classée dans la catégorie « mélodie et accompagnement dans une main simultanément ». Comme la partie de la main droite contient une mélodie (et parfois une voix de remplissage supplémentaire) à jouer par les trois « doigts les plus faibles » et une figure d'accompagnement jouée par les deux premiers doigts, la main peut être divisée en un « élément actif » et un « élément d'accompagnement », un peu comme dans l'opus 10 n° 2. Le pianiste français Alfred Cortot (1877-1962) mentionne notamment l'importance du « jeu polyphonique et legato », de la « valeur tonale individuelle des doigts » et de « l'expressivité intense conférée par les doigts les plus faibles ».

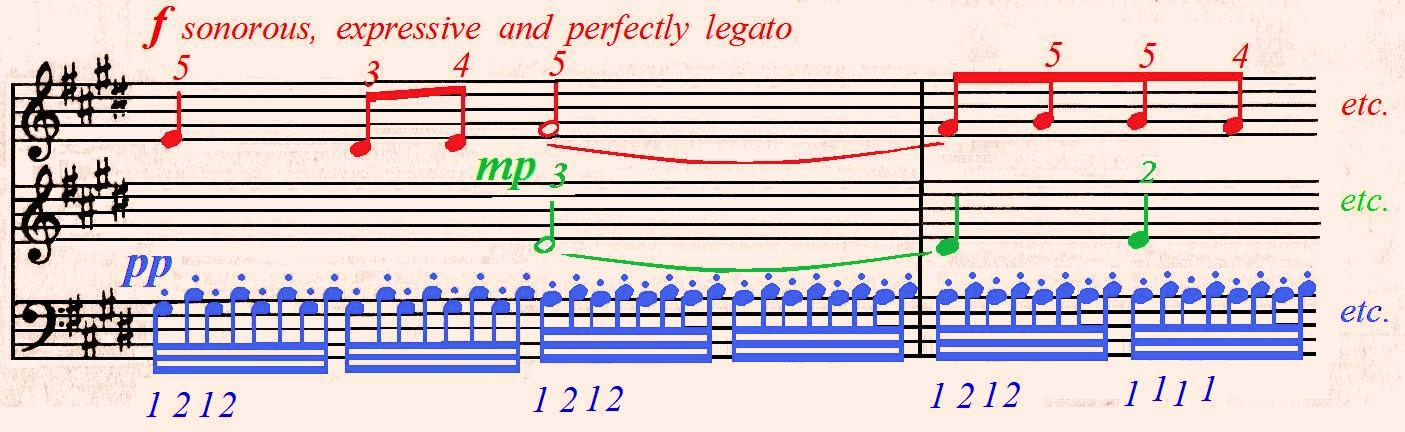
Exercice pour la différenciation du toucher de la main droite (d'après Cortot).

Les exercices préparatoires consistent à solliciter deux « zones musculaires distinctes » de la main en jouant deux voix d'une seule main, chaque voix ayant une « intensité de ton différente ». Cortot estime que le « poids de la main » doit pencher vers les doigts qui jouent la partie prédominante tandis que les autres « restent mous ». Il recommande de pratiquer la partie de la main droite des vingt premières mesures (la section A) dans trois modes distincts d'articulation et de dynamique simultanément, la voix du haut forte et legato, celle du milieu mp, et celle du bas en pp et staccato. En ce qui concerne le legato, Cortot affirme que l'intensité du ton est communiquée « par la pression et non par l'attaque ». Il observe également que le legato de notes jouées successivement par le même doigt ne peut être obtenu que par le dispositif du portamento ». Ses exercices pour les doubles notes de la section centrale mettent l'accent sur la « position ferme de la main » et la « vigueur de l'attaque ». En ce qui concerne la pédale, Cortot recommande des changements de pédale synchronisés avec la ligne de basse (six changements par mesure), bien que de nombreux critiques disent que c'est trop pour être nécessaire. On ne trouve aucune indication de pédale de Chopin dans les manuscrits ou les éditions originales.

## Paraphrases et arrangements

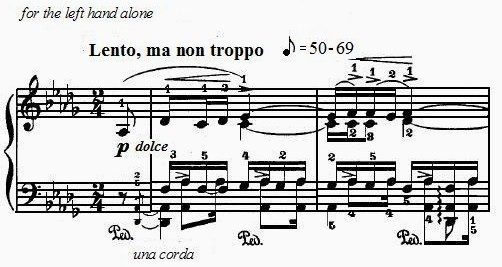
Ouverture de la version pour la main gauche de l'op. 10 n° 3 de Chopin (1909) de Leopold Godowsky.

La version de Leopold Godowsky pour la main gauche seule dans ses Études sur les Études de Chopin est une « transformation assez fidèle... créant l'illusion d'une écriture à deux mains ». Il est transposé en ré bémol majeur.  
Les transcriptions pour voix avec une adaptation relative des paroles existaient déjà à l'époque de Chopin. Lorsqu'il était à Londres en 1837 il a entendu Maria Malibran chanter l'une de ces « adaptations » et s'est déclaré extrêmement satisfait,. La chanson No Other Love de 1950 est basée sur ce morceau.
Cette étude, ou du moins sa dernière section, a été orchestrée en 1943 ou 1944 à Birkenau par Alma Rosé pour une formation très particulière de l'Orchestre des femmes d'Auschwitz, afin d'être jouée en secret pour les membres de l'orchestre et les détenus de confiance, la musique de compositeurs polonais étant strictement interdite. 
La musique de Lemon Incest de Serge Gainsbourg a été inspirée par cette étude.